# The Flames
Para el grupo de pop estadounidense véase American Spring.
The Flames fue un grupo musical oriundo de Durban en Sudáfrica. La banda se formó originalmente en 1963 por el guitarrista Steve Fataar, el bajista Brother Fataar (Edries Fataar), el baterista George Faber y el guitarrista Eugenio Champion. Sin embargo, esta formación sólo llegó a registrar un par de canciones. Ricky Fataar reemplazó a George Faber como baterista de la banda alrededor de 1964, y Edries Fredericks sustituyó a Champion Eugene como el guitarrista. Baby Duval suplantó brevemente a Edries Fredericks en 1967, aunque no está claro si él estuvo presente en las grabaciones que se publicaron. Luego Blondie Chaplin reemplazó a Baby Duval en 1967. Esta sería la alineación que mantendría el grupo hasta su disolución en 1970.
Steve Fataar confirmó que Baby Duval aparece como intérprete en el segundo álbum de The Flames That's Enough, que fue lanzado a principios de 1967.
En 1970, grabaron el único álbum editado bajo el sello Brother, producido por Carl Wilson bajo el nombre "The Flame" (para evitar la confusión con el grupo The Famous Flames de James Brown).
En 1972 Ricky Fataar y Blondie Chaplin se unieron a The Beach Boys, y dejarían el grupo a finanales de 1973.

## Discografía
- Ummm! Ummm! Oh Yeah!!! (1965)
- That's Enough (1967)
- Burning Soul! (1967)
- Soul Meeting!! (1968)
- Soulfire!! (1968)
- For Your Precious Love (1968)
- Ball of Flames (1970)
- The Flame (1970)
- Burning Soul!/Soulfire (CD 2010)